# San Bernardino Mountains

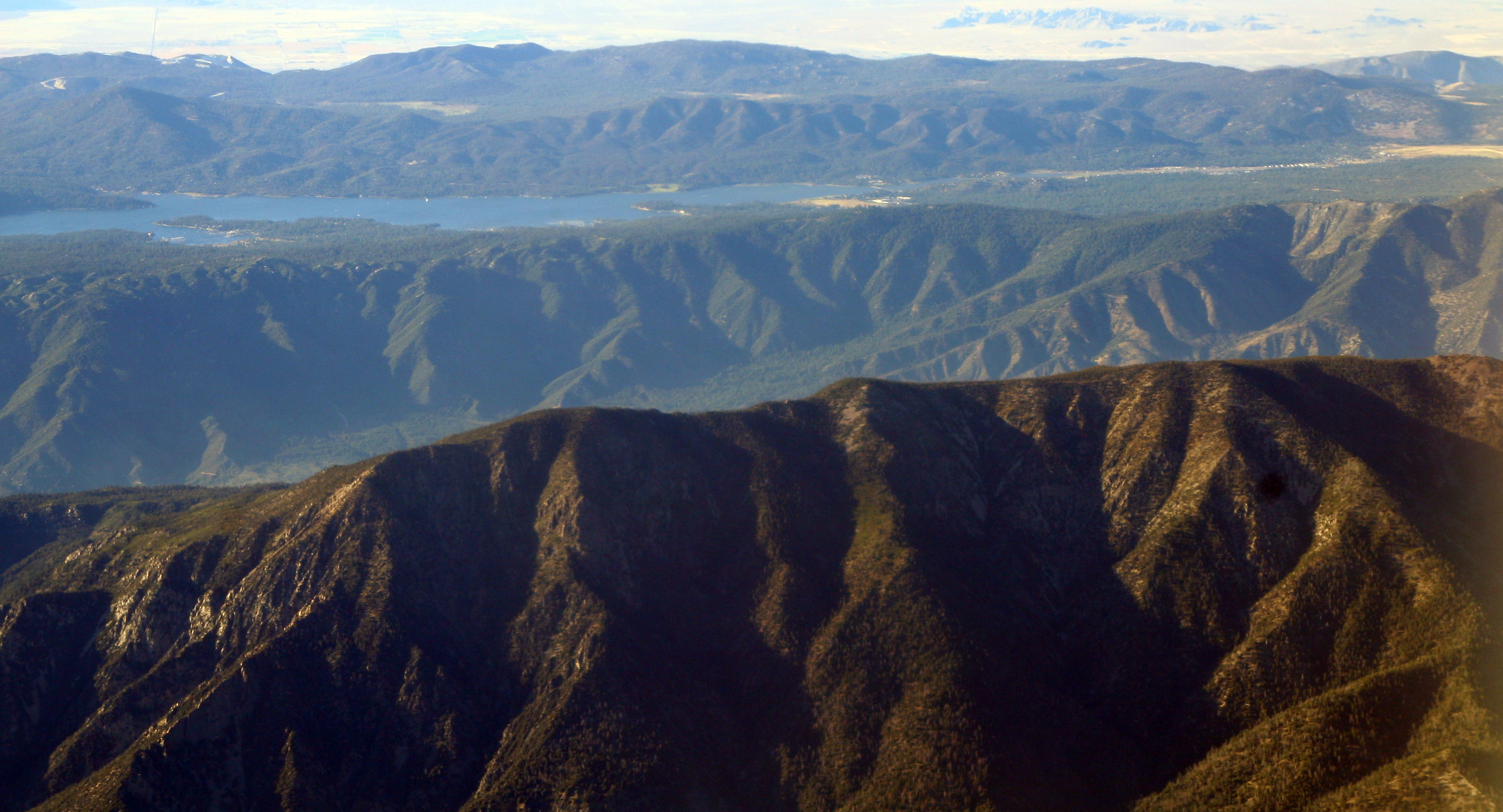
San Bernardino Mountains. I förgrunden San Gorgonio Mountain, därbakom Big Bear Lake.

San Bernardino Mountains är en relativt kort bergskedja öster om Los Angeles i södra Kalifornien i USA. Bergskedjan sträcker sig cirka 100 km i öst-västlig riktning direkt söder om Mojaveöknen  i sydvästra delen San Bernardino County, norr om staden San Bernardino. En mindre del av bergskedjan ligger i Riverside County. Cajon Pass i väster skiljer San Bernardino Mountains från San Gabriel Mountains.  San Gorgonio Pass (eller "Banning Pass") i sydost skiljer San Bernardino Mountains från San Jacinto Mountains. Längs med bergskedjans södra del löper San Andreasförkastningen.
Den högsta toppen i bergskedjan är San Gorgonio Mountain (höjd 3506 m), den högsta punkten i södra Kalifornien. Den kortare bergskedjan Little San Bernardino Mountains sträcker sig söderut längs med östsidan av Coachella Valley.
Större delen av San Bernardino Mountains ligger inom det naturskyddade området "San Bernardino National Forest". Området "San Gorgonio Wilderness" ligger i bergskedjans sydöstra hörn.
I San Bernardino Mountains finns rekreationsorter som: Big Bear Lake, Crestline, Lake Arrowhead och Running Springs. Området är den närmaste skidområdet till Los Angeles.

## Bergstoppar i San Bernardino Mountains
- San Gorgonio Mountain 3506 m
- Jepson Peak 3415 m
- Bighorn Mountain 3352 m
- Dragons Head 3312 m
- Anderson Peak 3304 m
- Charlton Peak 3294 m
- Shields Peak 3255 m
- San Bernardino Peak 3246 m
- Little Dobbs Peak 3206 m
- Dobbs Peak 3188 m